# Mitsubishi Carisma
Mitsubishi Carisma — автомобіль, що випускався японською компанією Mitsubishi для європейського ринку з 1995 по 2004 рік. 

## Опис

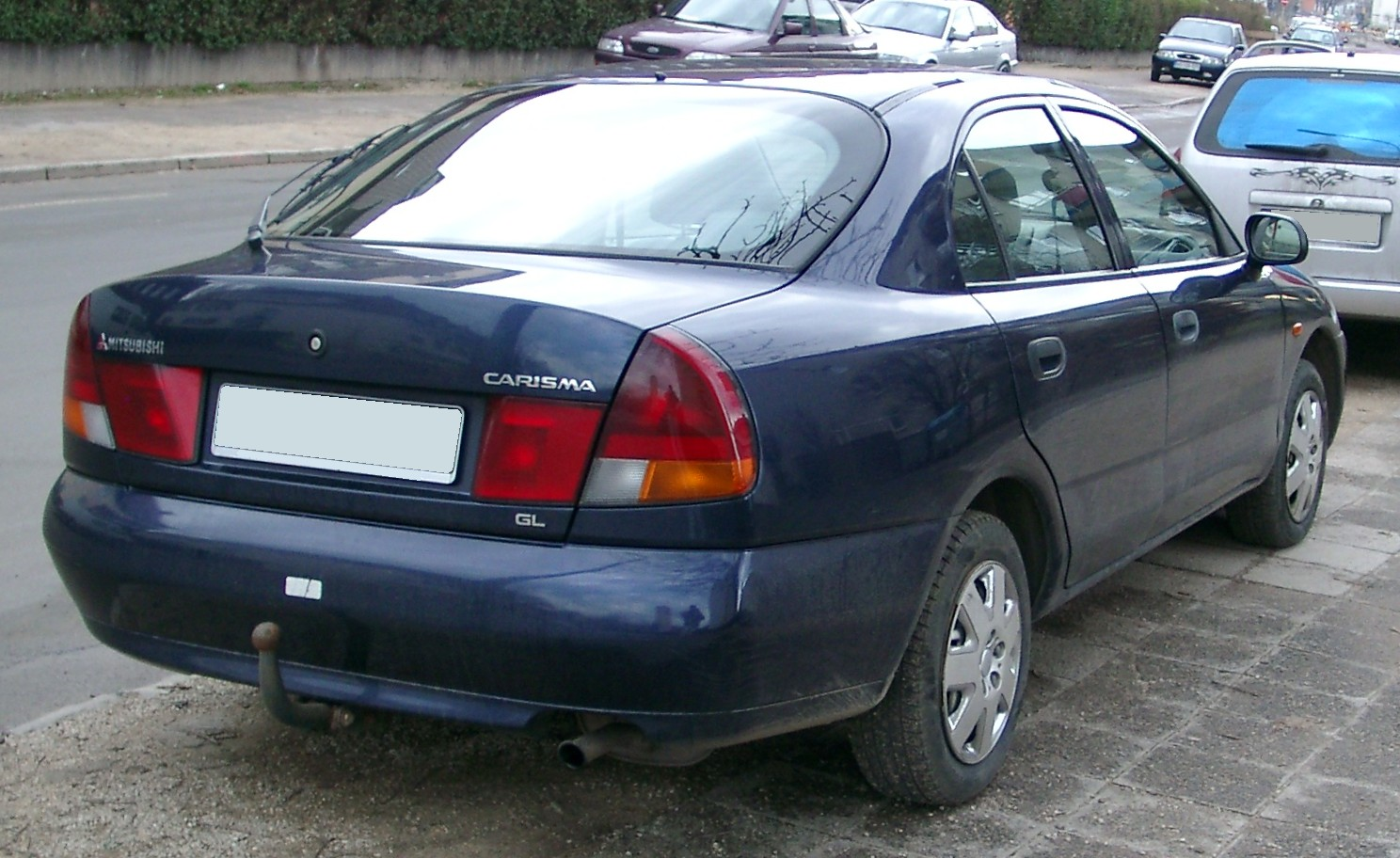
Mitsubishi Carisma (1995-1999)

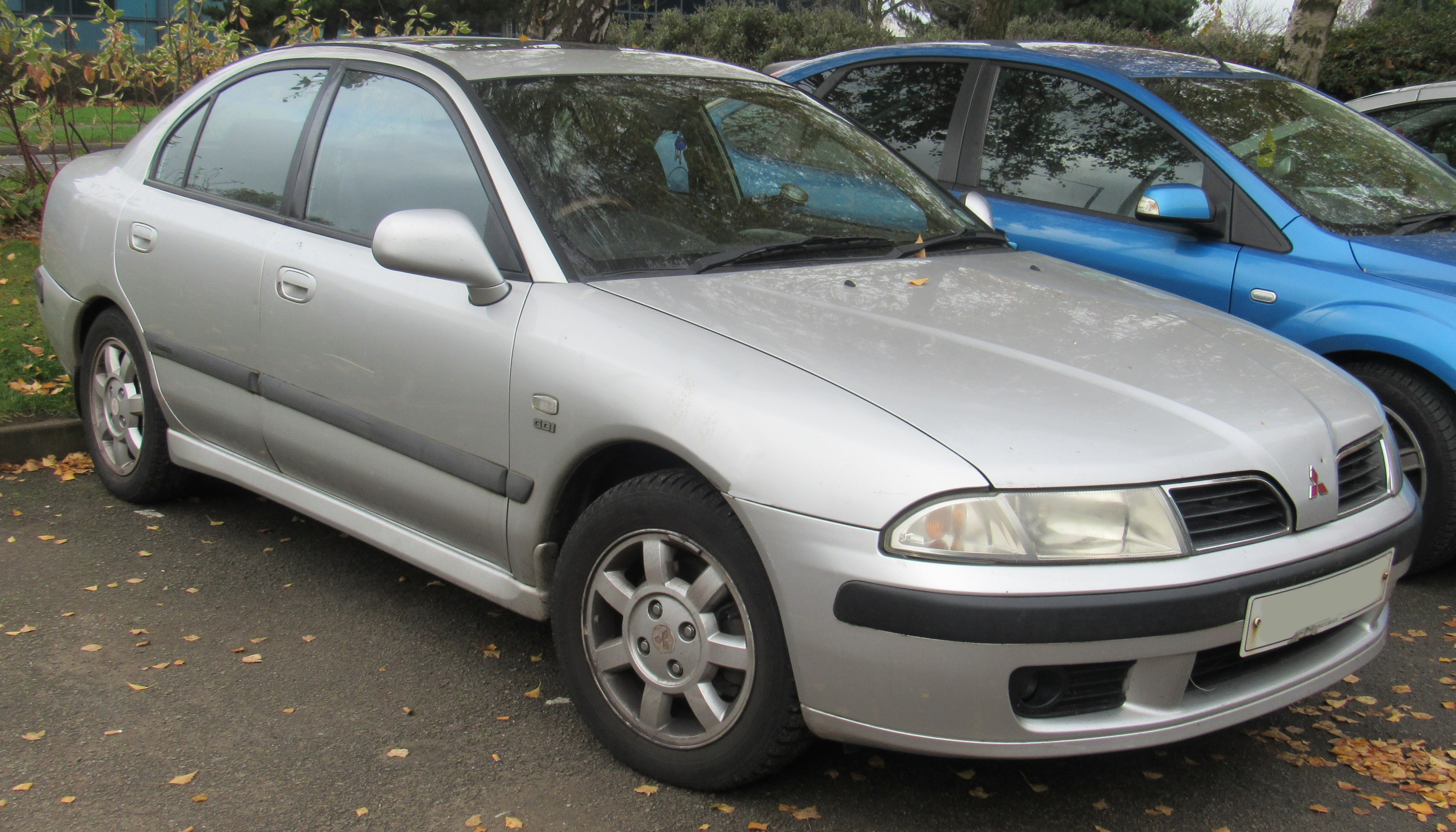
Mitsubishi Carisma (1999-2002)

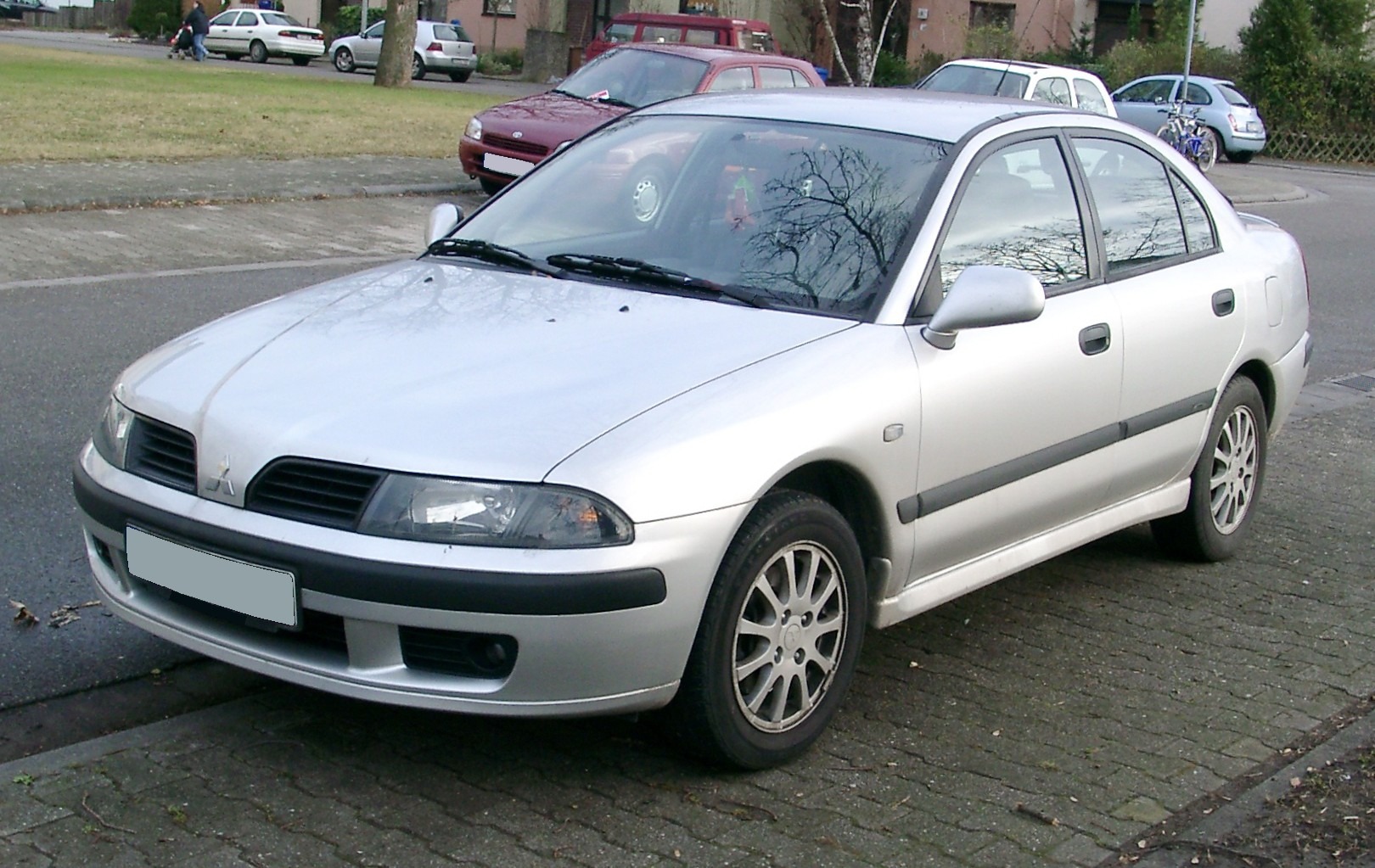
Mitsubishi Carisma (2002-2004)

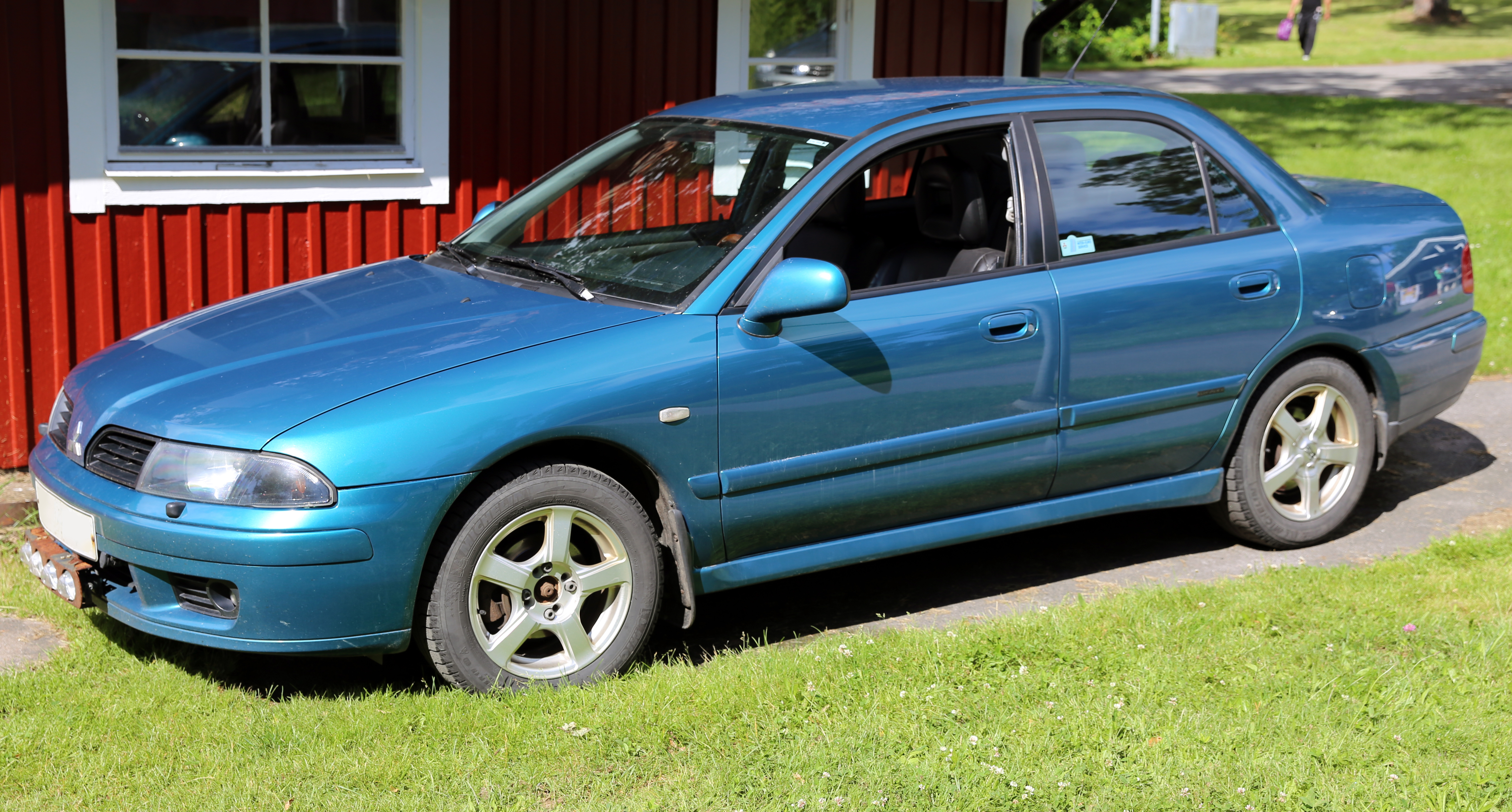
Mitsubishi Carisma седан (2002-2004)

Назва походить від поєднання англійського слова car (автомобіль) і грецького kharisma (божественний дар). Carisma була розроблена спільно з компанією Volvo і збиралася на заводі NedCar в Нідерландах. Всього було вироблено близько 350,000 автомобілів.
Carisma пропонували з кузовами седан і хетчбек, бензиновими двигунами об'ємом від 1.3 до 1.8 літра або дизельним 1.9 літра (компанії Renault), пізніше до нього додався ще один 1.9 літровий DI-D дизель, який також встановлювався на автомобілі Renault і Volvo. Незважаючи на назву, Carisma володіла досить нейтральним дизайном, який залишався таким і після рейстайлінгу 1999 року. У модельному ряду Mitsubishi, Carisma займала місце між Lancer і Galant. Шасі Carisma було використано Proton при створенні Proton Waja, вкорочене шасі послужило основою для створення Mitsubishi Space Star, що випускався на тому ж заводі NedCar.
Машина стандартно укомплектована бічними пневматичними подушками безпеки і задніми протитуманними ліхтарями. Наявність великого за обсягом багажника і досить жорстких сидінь вказувало на те, що автомобіль призначався для тривалих поїздок. Дизайн був непомітний, такі машини, як правило, не приїдаються. 
Цікаво, що у свій час автомобіль Lancer Evolution брав участь в змаганнях в рамках WRC (World Rally Championship) під ім'ям Evolution Carisma. Це, звичайно, робилося з метою реклами моделі Carisma.
На декількох ринках, де Lancer не був доступний, версія Lancer Evolution продавалась як Mitsubishi Carisma GT. У Японії Carisma продавався в роздрібній мережі Car Plaza. І тим не менше, в Японії її реалізація проходила не найкращим чином.

## Двигуни
- 1.3 л 4G13 Р4 82 к.с. (1995–2004)
- 1.6 л 4G92 Р4 (DA1) 90 к.с. (1995–1997)
- 1.6 л 4G92 Р4 (DA1) 99 к.с. (1997–2000)
- 1.6 л 4G92 Р4 (DA1) 103 к.с. (2000–2004)
- 1.8 л 4G93 Р4 (DA2) 115 к.с. (1995–1997)
- 1.8 л 4G93 DOHC Р4 140 к.с. (1995–1997)
- 1.8 л 4G93 GDI DOHC Р4 125 к.с. (1997–2000)
- 1.8 л 4G93 GDI DOHC Р4 122 к.с. (2000–2003)
- 1.9 л F8QT TD Р4 90 к.с. (1997–2000)
- 1.9 л F9Q1 DI-D Р4 102 к.с. (2000–2004)
- 1.9 л F9Q2 DI-D Р4 115 к.с. (2000–2004)

## Виробництво і продаж
| Рік  | Виробництво | Продаж |
| ---- | ----------- | ------ |
| 1995 | 19,100      | ?      |
| 1996 | 44,401      | ?      |
| 1997 | 82,255      | ?      |
| 1998 | 78,239      | ?      |
| 1999 | 54,460      | ?      |
| 2000 | 29,800      | 38,548 |
| 2001 | 22,203      | 28,647 |
| 2002 | 28,776      | 30,429 |
| 2003 | 26,074      | 28,123 |
| 2004 | –           | 9,875  |

(Джерела: Fact & Figures 2000, Fact & Figures 2005, Mitsubishi Motors вебсайт)